# Калиник Деликанис
Калиник (на гръцки: Καλλίνικος, Калиникос) е гръцки духовник, митрополит на Вселенската патриаршия.

## Биография
Роден е с фамилията Деликанис (Δελικάνης) на Лесбос около 1855 година. Учи теология в Рим, където става католик и е ръкоположен за дякон и свещеник. През 1885 година е приет в православието като свещеник. Директор е на гръцките училища в Цариград и проповедник в Перенската община. От 1901 до 1909 година е старши секретар на Патриаршията и е главен редактор на списанието на Патриаршията „Еклисиастики Алития“. Публикува много научни трудове.
На 13 септември 1909 тодина е ръкоположен в катедралния храм „Свети Георги“ в Цариград за митрополит на Белградската епархия (Бератска). Ръкополагането му е извършено от патриарх Йоаким III Константинополски в съслужение с митрополитите Филотей Никомидийски, Йероним Никейски, Софроний Анкарски, Поликарп Еласонски, Софроний Мраморноостровен, Панарет Илиуполски и Антим Лозенградски.
На 23 юни 1911 година е избран за берски митрополит. В 1912 година посреща гръцките войски по време на Балканската война. На 10 февруари 1922 г. е прехвърлен в Кизическата епархия, а през 1936 г. е избран за митрополит на Кесария.
Умира на 11 януари 1934 година на Халки.